# Embadium
- Commons
- Wikispecies

Embadium é um gênero de plantas pertencente à família Boraginaceae.